# Нантуен
Нантуе́н (фр. Nantoin) — колишній муніципалітет у Франції, у регіоні Овернь-Рона-Альпи, департамент Ізер. Населення — 441 осіб (2011).
Муніципалітет був розташований на відстані близько 440 км на південний схід від Парижа, 50 км на південний схід від Ліона, 50 км на північний захід від Гренобля.

## Історія
До 2015 року муніципалітет перебував у складі регіону Рона-Альпи. Від 1 січня 2016 року належав до нового об'єднаного регіону Овернь-Рона-Альпи.
1 січня 2019 року Нантуен, Арзе, Коммель i Семон було об'єднано в новий муніципалітет Порт-де-Боннво.

## Демографія
Динаміка населення (INSEE ):
Розподіл населення за віком та статтю (2006):
| Стать | Всього | До 15 років | 15-24 | 25-44 | 45-64 | 65-85 | Понад 85 |
| --- | ------ | ----------- | ----- | ----- | ----- | ----- | -------- |
| Чоловіки | 212    | 54          | 12    | 74    | 40    | 32    | 0        |
| Жінки | 204    | 62          | 12    | 66    | 32    | 24    | 8        |
| \| Статево-вікова піраміда \| Статево-вікова піраміда \| Статево-вікова піраміда \| \| ----------------------- \| ----------------------- \| ----------------------- \| \| Чоловіки \| Вік \| Жінки \| \| 0 \| 85 + \| 8 \| \| 4 \| 80-84 \| 4 \| \| 12 \| 75-79 \| 8 \| \| 4 \| 70-74 \| 4 \| \| 12 \| 65-69 \| 8 \| \| 12 \| 60-64 \| 8 \| \| 4 \| 55-59 \| 0 \| \| 8 \| 50-54 \| 16 \| \| 16 \| 45-49 \| 8 \| \| 12 \| 40-44 \| 8 \| \| 35 \| 35-39 \| 23 \| \| 23 \| 30-34 \| 31 \| \| 4 \| 25-29 \| 4 \| \| 4 \| 20-24 \| 4 \| \| 8 \| 15-20 \| 8 \| \| 12 \| 10-14 \| 4 \| \| 23 \| 5-9 \| 31 \| \| 19 \| 0-4 \| 27 \| |        |             |       |       |       |       |          |
| Статево-вікова піраміда |        |             |       |       |       |       |          |
| Чоловіки | Вік    | Жінки       |       |       |       |       |          |
| 0 | 85 +   | 8           |       |       |       |       |          |
| 4 | 80-84  | 4           |       |       |       |       |          |
| 12 | 75-79  | 8           |       |       |       |       |          |
| 4 | 70-74  | 4           |       |       |       |       |          |
| 12 | 65-69  | 8           |       |       |       |       |          |
| 12 | 60-64  | 8           |       |       |       |       |          |
| 4 | 55-59  | 0           |       |       |       |       |          |
| 8 | 50-54  | 16          |       |       |       |       |          |
| 16 | 45-49  | 8           |       |       |       |       |          |
| 12 | 40-44  | 8           |       |       |       |       |          |
| 35 | 35-39  | 23          |       |       |       |       |          |
| 23 | 30-34  | 31          |       |       |       |       |          |
| 4 | 25-29  | 4           |       |       |       |       |          |
| 4 | 20-24  | 4           |       |       |       |       |          |
| 8 | 15-20  | 8           |       |       |       |       |          |
| 12 | 10-14  | 4           |       |       |       |       |          |
| 23 | 5-9    | 31          |       |       |       |       |          |
| 19 | 0-4    | 27          |       |       |       |       |          |

## Економіка
2010 року серед 267 осіб працездатного віку (15—64 років) 220 були активними, 47 — неактивними (показник активності 82,4%, у 1999 році було 71,6%). З 220 активних мешканців працювало 205 осіб (102 чоловіки та 103 жінки), безробітними було 15 (4 чоловіки та 11 жінок). Серед 47 неактивних 16 осіб було учнями чи студентами, 18 — пенсіонерами, 13 були неактивними з інших причин.

У 2010 році в муніципалітеті числилось 170 оподаткованих домогосподарств, у яких проживали 468,0 особи, медіана доходів виносила 17 706 євро на одного особоспоживача